# Europawahl in Ungarn 2014
- LMP: 1
- MSZP: 2
- Együtt: 1
- DK: 2
- Fidesz: 12
- Jobbik: 3

Die Europawahl in Ungarn fand am 25. Mai 2014 statt. Sie war Teil der in der ganzen Europäischen Union stattfindenden Europawahl 2014. Dabei wurden in Ungarn 21 von 751 Mandaten des Europäischen Parlaments vergeben.

## Ergebnis
| Listen                                         | Listen                                                | Stimmen   | %    | Mandate | +/- |
| ---------------------------------------------- | ----------------------------------------------------- | --------- | ---- | ------- | --- |
|                                                | Fidesz – KDNP                                         | 1.193.991 | 51,5 | 12      | –2  |
|                                                | Jobbik                                                | 340.287   | 14,7 | 3       | ±0  |
|                                                | Magyar Szocialista Párt (MSZP)                        | 252.751   | 10,9 | 2       | –2  |
|                                                | Demokratikus Koalíció (DK)                            | 226.086   | 9,7  | 2       | Neu |
|                                                | Együtt 2014 – Párbeszéd Magyarországért (Együtt – PM) | 168.076   | 7,2  | 1       | Neu |
|                                                | Lehet Más a Politika (LMP)                            | 116.904   | 5,0  | 1       | +1  |
|                                                | A Haza Nem Eladó Mozgalom Párt                        | 12.119    | 0,5  | –       | Neu |
|                                                | Seres Mária Szövetségesei                             | 9.279     | 0,4  | –       | Neu |
| Gesamt                                         | Gesamt                                                | 2.319.493 | 100  | 21      | –1  |
|                                                |                                                       |           |      |         |     |
| Ungültige Stimmen                              | Ungültige Stimmen                                     | 9.046     | 0,4  |         |     |
| Wähler                                         | Wähler                                                | 2.328.539 | 29,0 |         |     |
| Wahlberechtigte                                | Wahlberechtigte                                       | 8.041.386 |      |         |     |
|                                                |                                                       |           |      |         |     |
| Quellen: Statistic választás: Stimmen, Mandate |                                                       |           |      |         |     |

## Fraktionen im Europäischen Parlament
| Liste/Partei                   | Liste/Partei                            | Liste/Partei                | Liste/Partei                    | Mandate | Fraktion |
| ------------------------------ | --------------------------------------- | --------------------------- | ------------------------------- | ------- | -------- |
|                                | FIDESZ – KDNP                           |                             | Fidesz – Ungarischer Bürgerbund | 11 / 21 | EVP      |
|                                | FIDESZ – KDNP                           | Kereszténydemokrata Néppárt | 1 / 21                          | EVP     |          |
|                                | Jobbik                                  | Jobbik                      | Jobbik                          | 3 / 21  | NI       |
|                                | Magyar Szocialista Párt                 | Magyar Szocialista Párt     | Magyar Szocialista Párt         | 2 / 21  | S&D      |
|                                | Demokratikus Koalíció                   | Demokratikus Koalíció       | Demokratikus Koalíció           | 2 / 21  | S&D      |
|                                | Együtt 2014 – Párbeszéd Magyarországért |                             | Együtt 2014                     | 1 / 21  | G/EFA    |
|                                | Lehet Más a Politika                    | Lehet Más a Politika        | Lehet Más a Politika            | 1 / 21  | G/EFA    |
|                                |                                         |                             |                                 |         |          |
| Quelle: Europäisches Parlament |                                         |                             |                                 |         |          |